# 안카
안카(Ankaa)는 봉황자리의 알파별로, K형 분광형을 갖는 별이다. 이 별은 인간의 수명으로 볼 때 노년기에 접어든 상태로 주계열에서 떠나 거성으로 진화하는 중이다. 중세 아랍에서는 오늘날의 불사조자리 대신 그 자리에 '작은배자리'를 쓰고 있었다. 따라서 안카의 또 다른 유명한 이름은 나이르 알자우라크, 즉 '배에서 가장 밝은 별'이었다.
안카는 밤하늘에 보이는 다른 별들과 크게 다르게 보이지 않는 평범한 존재로, 오렌지색 거성이다. 현재 이 별은 잠깐이기는 하나 안정된 상태의 헬륨 연소 단계에 있는 것으로 생각된다. 그러나 잠깐의 안정기 후 안카는 팽창하면서 외곽 대기를 우주 공간으로 방출하면서 행성상 성운을 형성하고, 중심부에는 축퇴된 백색 왜성을 남길 것이다. 안카는 동반성을 거느리고 있을 것으로 추측하고 있으나, 존재를 확증할 증거는 아직 발견되지 않았다.